# Sumire Haruno
Sumire Haruno (春野 寿美礼, Haruno Sumire, née le 15 décembre 1972 à Komae, Japon) est une chanteuse et actrice principalement active dans le domaine de la comédie musicale.

## Biographie

### Période Takarazuka (1991-2007)
A la fin des années 80, elle intègre la Takarazuka Ongaku Gakkō, une école pour filles spécialisée visant à rejoindre la Revue Takarazuka. En 1991, elle est lauréate de la 77e promotion et devient membre officielle de la Revue. Son nom de scène, Sumire Haruno, est une suggestion de sa tante et fait référence au Man'yōshū de Yamabe no Akahito.
Spécialisée dans les rôles masculins (dits Otokoyaku), elle intègre la troupe Fleur. 
Courant 2002, elle devient tête d'affiche de la Troupe Fleur et le restera jusqu'à son départ, soit cinq ans et six mois. Cette longévité fait d'elle la seconde Takarasienne ayant occupé le plus longtemps le statut de star au sein de la Troupe Fleur, juste après Rio Asumi (en). Sur cette période, elle est particulièrement encensée pour ses performances de Der Tod dans Elisabeth,  Eri Makropoulos / Errol Maxwell / Elie MacGregor dans Immortal Thorns et Erik dans Phantom.
En 2007, elle quitte la Revue.

### L'après Takarazuka
Courant 2009, elle retrouve les comédies musicales avec le personnage titre de Marguerite au Umeda Arts Theater. Ce retour à la scène hors Takarazuka confirme sa notoriété.
En 2012, après avoir incarné Der Tod dans Elisabeth, elle rejoint la distribution d'une nouvelle mouture du spectacle, cette fois dans le rôle éponyme.

## Vie privée
Sumire Haruno se marie en 2009 à un chef d'entreprise. En 2016, elle est maman de jumelles.

## Performances scéniques(sélection partielle)

### Hors Takarazuka
| Année(s)    | Titre                                            | Rôle                    | Notes                                                      |
| ----------- | ------------------------------------------------ | ----------------------- | ---------------------------------------------------------- |
| 2009        | Marguerite                                       | Marguerite              | Rôle principal                                             |
| 2010        | Funny Girl                                       | Fanny Brice             | Rôle principal                                             |
| 2012        | Elisabeth                                        | Elisabeth               | Rôle principal                                             |
| 2014        | Mozart!                                          | Baronne von Waldstätten | Captation DVD existante (Ikusaburō Yamazaki version)       |
| 2019 / 2021 | Roméo et Juliette                                | Lady Capulet            | Captations DVD existantes (deux versions : Black et White) |
| 2019 / 2021 | Don Juan                                         | Isabel                  | Captation DVD existante                                    |
| 2020 / 2021 | How to Succeed in Business Without Really Trying | Miss Jones              |                                                            |
| 2020        | Nine                                             | La mère de Guido        | Captation DVD existante                                    |
| 2022 / 2024 | Catch Me If You Can                              | Paula Abagnale          |                                                            |
| 2023        | Jane Eyre                                        | Mrs Reed / Lady Ingram  |                                                            |
| 2023        | Les Parapluies de Cherbourg                      | Madame Émery            |                                                            |
| 2024        | CROSS ROAD ~ Devil's Violinist Paganini ~        | Teresa                  |                                                            |
| 2025        | Love Never Dies                                  | Madame Giry             |                                                            |